# Международно висше бизнес училище
Международното висше бизнес училище /IBS/ в Ботевград е независимо частно висше училище.
Основано е през 1991 г. като Българо-датски колеж по икономика и управление. То е правоприемник на Колежа по икономика и бизнесадминистрация, който на основание положителна оценка от Националната агенция за оценяване и акредитация е преобразуван с решение на Народното събрание на Република България от 25 юли 2002 г. с решение на XXXIX народно събрание на Република България колежът е
преобразуван в специализирано висше училище – Международно висше бизнес училище с акредитация от Националната агенция за оценяване и акредитация (НАОА) за обучение на степен „Бакалавър“, „Магистър“ и „Доктор“.
От 2004 г. в Международно висше бизнес училище е в действие Система за управление на качеството, която съответства на съвременните изисквания на стандарта EN ISO 9001:2008.
Европейската система за трансфер на кредити (ЕCTS) е въведена и се прилага за постигане целите на Европейското пространство за висше образование – високо качество и прозрачност на образователния процес и повече възможности за студентска мобилност.
Международно висше бизнес училище притежава почетен знак DSLabel от Изпълнителната агенция за образование, аудиовизия и култура (EACEA) към Европейската комисия.
При завършване на обучението си, студентите получават и Европейско приложение към дипломата с описание на нивото, съдържанието и статута на обучението, което са преминали.
Академичният профил на Международното висше бизнес училище е в областта на: Социални, стопански и правни науки, Професионални направления „Администрация и управление“, „Икономика“ и „Туризъм“.
От 25 септември 2017 г. Международно висше бизнес училище отваря врати за своите студенти новата академична сграда в София, чието местоположение е на улица „Винсент ван Гог“ 7.
Академичната сграда съдържа 16 лекционни зали, екипирани със съвременна дидактическа техника и аула магна за 360 души. Сградата разполага с учебен хотел с кухня, отворено офис пространство, учебна зала и специализирано помещение за провеждане на обучения и сертификационни курсове в областта на сомелиерството; библиотека с допълнителен склад за книги; книжарница; копирен център; кафене; централна администрация; студентски съвет с английски двор. През 2017 г. е номинирана за престижната архитектурна награда Сграда на годината.

## История
МВБУ получава акредитация от Българската агенция за оценяване и акредитация на 25 април 2002 г. и е легализирано от XXXIX народно събрание на Република България на 25 юли 2002 г. В базите на МВБУ в Ботевград и София се предлагат за изучаване програми от Нидерландия и Дания, както и възможността те да се усвояват на английски език.
Обучението на студентите се осъществява на образователно-квалификационна степен „бакалавър“ и „магистър“ по специалности от професионалната област на социални, стопански и правни науки в професионално направление „Администрация и управление“, „Икономика“ и „Туризъм“.
В съответствие с Наредба за държавните изисквания към съдържанието на основните документи, издавани от висшите училища, МВБУ издава европейско дипломно приложение на всеки завършил образователно-квалификационна степен „бакалавър“ и/или „магистър“.
От 2004 г. в Международното висше бизнес училище е внедрена и функционира успешно Система за управление на качеството, която съответства на съвременните изисквания на стандарта EN ISO 9001:2008.

## Образователни степени и специалности
Обучението на студентите се осъществява на образователно-квалификационна степен бакалавър и магистър в областите на висшето образование: Социални, стопански и правни науки, професионални направления Администрация и управление, Икономика, Туризъм.
Обучението за образователни степени е редовно, задочно и дистанционно. То се осигурява от Академична програма и се провежда в учебни специалности.
Изучаваните специалности в бакалавърските програми са: Бизнес администрация, Международен бизнес, Счетоводство и контрол, Туризъм, Маркетинг. Магистърските програми обхващат специалностите: Бизнесадминистрация, Бизнес финанси, Данъчно облагане и контрол, Дигитален маркетинг, Логистика, Музикален бизнес, Предприемачество и иновации, Счетоводство и одитинг, Управление и иновации в здравеопазването, Информационни системи в управлението, Управление на проекти, Управление на публичния сектор, Управление на туризма, Управление на сигурността, Управление на информационната сигурност, Ивент Мениджмънт, Ризорт и СПА мениджмънт.
МВБУ е акредитирано от Националната агенция за оценяване и акредитация да осъществява обучение в образователна и научна степен „доктор“ по научните специалности: Администрация и управление (бизнесадминистрация) по професионално направление 3.7 „Администрация и управление“; Икономика и управление (индустрия) по професионално направление 3.8 „Икономика“; Икономика и управление (туризъм) по професионално направление 3.9 „Туризъм“.

## Библиотечен информационен център
Библиотечният информационен център е обслужващо звено в структурата на Международното висше бизнес училище и участва в изграждане на неговата информационно-комуникационна инфраструктура.
Библиотеката разполага с над 7400 тома с научен, учебен и справочен характер в областта на икономиката, управлението, финансите, правото, счетоводството, туризма, психологията, философията, информатиката и чуждоезиковото обучение и над 20 заглавия на периодични издания, които са съобразени с профила на обучение в МВБУ.

## Научноизследователска и издателска дейност
Научноизследователската дейност в МВБУ намира израз в научноизследователски планове, програми и проекти, научни разработки, научни конференции, експертни и консултантски дейности, международно научно сътрудничество.
Университетското издателство „IBS-Press“ е част от структурата на МВБУ с основна цел осигуряване на учебната и научната дейност на Училището. Цялостната дейност на издателството се ръководи от Редакционно-издателски съвет, а дейността по отпечатването и разпространението – от директора на издателството.
Периодичните издания на МВБУ включват: изданието „Научни трудове“, което публикува резултати от теоретични и практически изследвания и научноизследователски проекти на преподаватели и докторанти от МВБУ, както и от други български и чуждестранни университети и научни организации; сборник доклади от годишната международна конференция на МВБУ; сборник материали от студентска научна конференция.

## Студентска мобилност
Студентската мобилност се осъществява въз основа на сключени двустранни договори между МВБУ и университети от страни членки на Европейския съюз. По програма Еразъм е международното партньорство на МВБУ с Международната бизнес академия в Колдинг, Дания (The International Business Academy, Kolding, Denmark). Програмата Еразъм подкрепя дейности в сферата на висшето образование, професионалното образование и обучение, образованието за възрастни, младежкия сектор.
По проекта My University МВБУ работи в партньорство с още 13 университета от България, Испания, Словакия, Швеция и Литва. MyUniversity е пробен проект, който цели разработването, разгръщането и утвърждаването на комплексно решение, което да упълномощава и ангажира университетски членове и заинтересовани лица в прозрачно вземане на решения, позволяващо развитието на подходящи препоръки и планове за действие, съсредоточени върху висшето образование в ЕС.

## Международна дейност
В МВБУ съществува традиция в развитието на съвместни образователни програми по различни специалности и форми на обучение. „Бизнес администрация“ – международна програма на английски съвместно с Джонс Интернешенъл Юниверсити, САЩ (Съвместна международна програма с Jones International Universitiy, USA – дистанционна форма на обучение). „Бизнесадминистрация“ – международна програма на английски съвместно с Джонс Интернешънъл Юниверсити, САЩ (Съвместна международна програма с Jones International Universitiy, USA, дистанционна форма на обучение).
Международна магистърска програма „Управление на сигурността“ – задочна форма на обучение (с Университета Ариел, Израел). „Управление и консултиране в международния туризъм“ – съвместна международна бакалавърска програма на английски език – редовна форма на обучение Съвместна програма с Университета за приложни науки Бреда в Нидерландия (NHTV – Breda University of Applied Science, The Netherlands).

## Международно сътрудничество
Международно висше бизнес училище осъществява ефективно сътрудничество с национални и чуждестранни партньори като Конфедерацията на работодателите и индустриалците в Република България (КРИБ), Мрежа на международните бизнес училища (NIBS), Асоциация на университетите в областта на дистанционното обучение (GUIDE) и Европейската мрежа в областта на дистанционното обучение (EDEN).
МВБУ е член на КРИБ, като основните области на изследователската работа, включват: изучаване на културата, културното наследство и туризма, икономика на опита, иновации и предприемачество, управление на публичния сектор, фирмата и политиката.
От 1 март 2017 г. Международно висше бизнес училище има подписан договор за сътрудничество в областта на образованието, науката и културата с Тамбовския държавен университет „Г. Р. Державин“ в Русия. В него се предвижда обмен на студенти и преподаватели, реализация на съвместни проекти и учебни мероприятия.

## Членство в национални и международни бизнес организации
Понастоящем МВБУ членува в: КРИБ - Конфедерацията на работодателите и индустриалците в Република България, NIBS - Network of International Business Schools, ELA - European Association for Education Law and Policy, GUIDE – Association – Global Universities in Distance Education, EDEN - European Distance and E-learning Network.